# Nesocordulia flavicauda
Nesocordulia flavicauda là loài chuồn chuồn trong họ Synthemistidae. Loài này được McLachlan mô tả khoa học đầu tiên năm 1882.